# マルク・フェロー
マルク・フェロー（仏: Marc Ferro、1924年12月24日 - 2021年4月21日）は、フランスの歴史家。ロシア・ソ連研究を専門としている。社会科学高等研究院教授。仏独共同出資のテレビ局アルテの番組制作にも数多く参加している。

## 経歴
パリに生まれる。グルノーブル大学で歴史学を学んだ後、パリ、次いでアルジェリアのオランのリセで教壇に立ち、フランス国立科学研究所研究員を経て、パリの社会科学高等研究院（EHESS）教授を務めており、歴史学と映画を研究領域としている。1962年以降はフェルナン・ブローデルより『アナール』誌の編集事務責任者の地位を引き継ぎ、のちにその編集委員となった。
専門はソ連史、ロシア史および現代史であるが、歴史研究において映像資料となる映画の役割にも関心が深い。1999年にモスクワ大学、2003年にボルドー大学、2006年にチリ大学の名誉教授の称号を受けた。
2011年にレジオンドヌール勲章シュヴァリエ章を授与された。
2021年4月21日、新型コロナウイルス感染症（COVID-19）の合併症により死去。96歳没。

## 著書

### 単著
- 『新しい世界史 - 全世界で子供に歴史をどう語っているか』（Comment on raconte l'histoire aux enfants : à travers le monde entire、1981）大野一道訳、新評論、1985年10月、ISBN 4794822324、再版『新しい世界史 - 世界で子供たちに歴史はどう語られているか』大野一道訳、藤原書店、2001年5月、ISBN 4-89434-232-4
- 『監視下の歴史 - 歴史学と歴史意識』（L'Histoire sous surveillance : science et conscience de l'histoire、1985）大野一道・山辺雅彦訳、新評論、1987年12月、ISBN 4794822405
- 『植民地化の歴史 - 征服から独立まで（一三～二〇世紀）』（Histoire des colonisations : des conquêtes aux indépendances (xiiie – xxe siècles)、1994）片桐祐・佐野栄一訳、新評論、2017年
- 『戦争を指導した七人の男たち - 並行する歴史（一九一八～四五年）』（Ils étaient sept hommes en guerre. Histoire parallèle、2007）小野潮訳、新評論、2015年

### 共著
- 井上幸治編集・監訳、ブローデル、フェーヴル、フェローほか著『フェルナン・ブローデル―1902-1985』新評論、1989年1月、ISBN 4-7948-0016-9
- イザベル・フランドロワ編・ピエール・グベール（フランス語版）、ピエール・ショーニュ（フランス語版）、マルク・フェロー、ジャック・ル・ゴフ、エマニュエル・ル・ロワ・ラデュリ、ロジェ・シャルチエ、アラン・コルバンほか著・尾河直哉訳『「アナール」とは何か―進化しつづける「アナール」の100年』藤原書店、2003年6月、ISBN 4894343452